# Achramorpha
Achramorpha és un gènere d'esponja calcària de la familia Achramorphidae. Aquest gènere va ser descrit per primera vegada per Charles Frewen Jenkin l'any 1908.

## Taxonomia
El gènere inclou diverses espècies,
- Achramorpha antarctica (Alvizu, Xavier & Rapp, 2019)
- Achramorpha diomediae (Hôzawa, 1918)
- Achramorpha glacialis (Jenkin, 1908)
- Achramorpha grandinis (Jenkin, 1908)
- Achramorpha ingolfi (Alvizu, Xavier & Rapp, 2019)
- Achramorpha nivalis (Jenkin, 1908)
- Achramorpha truncata (Topsent, 1907)